# ルタナ県
ルタナ県（ルタナけん、ntara ya Rutana）は、ブルンジ南東部にかつて存在した県或は州。2008年国勢調査の人口は333,510人で面積は 1,959km2 。県庁所在地は西部のルタナ。東部を南北に国道11号線が走り、ギテガとルタナが国道8号線で結ばれている。

## 隣接する県
北東にルイギ県、南東にタンザニアキゴマ州、南にマカンバ県、西にブルリ県、北西にギテガ県と接していた。

## 歴史
1982年9月24日、ルイギ県から分立した。
2025年7月4日、周辺の県と合併しブルンガ県の一部となった。

## 下位行政区画
6つのコミネが置かれていた。
- Commune of Bukemba
- Commune of Giharo
- Commune of Gitanga
- Commune of Mpinga-Kayove
- Commune of Musongati
- Commune of Rutana

## 脚註
1. 1 2  “Provinces of Burundi”.   Statoids (2015年11月27日). 2025年8月2日閲覧。
2. ↑  “Burundi’s new Governors sworn in following major provincial reforms”. Burundi Times. (2025年7月6日) 2025年8月2日閲覧。